# Tarciane
Tarciane oder Tarci, vollständiger Name Tarciane Karen dos Santos de Lima (* 27. Mai 2003 in Belford Roxo) ist eine brasilianische Fußballspielerin. Sie spielt rechtsfüßig auf der Position einer Innenverteidigerin.

## Karriere

### Verein
Tarciane begann ihre fußballerische Laufbahn 2015 beim Sozialprojekt Daminhas da Bolain. 2019 ging zu Fluminense FC nach Rio de Janeiro. In dem Jahr spielte sie für den Klub im Nachwuchsbereich und im Profikader. Am 30. März 2019 bestritt sie, im Alter von 15 Jahren und 10 Monaten, ihr erstes Spiel mit den Profis. Am ersten Spieltag der Série A2 2019 stand sie im Heimspiel gegen CRESSPOM in der Startelf und traf in der 17. Minute zum zwischenzeitlichen 1:1. 2020 gewann Tarciane im Nachwuchsbereich die nationale U-18 Meisterschaft.
Im Juni 2021 wechselte Tarciane zu SC Corinthians. Mit dem Klub sollte sie künftig erfolgreich in der obersten Spielklasse antreten. Der Kontrakt erhielt eine Laufzeit bis Jahresende 2022. Sie debütierte für Corinthians am 22. August 2021 im Heimspiel gegen die Spielgemeinschaft von AE Kindermann und dem Avaí FC. Im Viertelfinalrückspiel Série A1 2021 wurde Tarciane in der 72. Minute für Erika eingewechselt. Ihr erstes Tor für den Klub gelang ihr am 1. September des Jahres in der Staatsmeisterschaft von São Paulo 2021. Im Heimspiel gegen den Nacional AC stand sie in der Startelf und traf in der 85. Minute zum 7:0 Endstand. Im Dezember wurde der Vertrag mit dem Klub bis Jahresende 2024 verlängert.
Nachdem Tarciane 2024 noch mit Corinthians in die Saison gestartet war, wurde im April ihr Wechsel zu den Houston Dash bekannt. Der Kontrakt erhielt eine Laufzeit bis Jahresende 2026 und enthielt die Option auf eine Verlängerung um ein Jahr. Die Ablösesumme betrug 2,59 Millionen Real. Dieses war zu dem Zeitpunkt die höchste Ablöse, welche ein brasilianischer Klub für eine weibliche Spielerin erhielt. Ihr Pflichtspieldebüt für den Klub gab Tarciane in der National Women’s Soccer League 2024 am 24. Mai 2024. Im Heimspiel gegen die North Carolina Courage stand sie in der Startelf.
Nach Beendigung der Women’s Soccer League verließ Tarciane Klub und Land wieder. Sie wechselte nach Frankreich, wo sie bei Olympique Lyon unterzeichnete. Der Kontrakt erhielt eine Laufzeit bis Juni 2029. Nachdem Houston 485.000 US-Dollar an Corinthians für den Wechsel gezahlt hatte, erhielt der Klub nunmehr eine Ablöse von rund 830.000 US-Dollar (800.000 Euro), wobei leistungsabhängige Zuschläge möglicherweise nahe an eine Million US-Dollar (960.000 Euro) herankommen könnten. Es war damit einer der teuersten Wechsel in der Geschichte des Frauenfußballs, neben Naomi Girma zum FC Chelsea (1,1 Millionen Dollar) und Rachael Kundananji zum Bay FC (865.000 Dollar). Einen ersten Kurzeinsatz über vier Minuten erhielt Tarciane am 1. März im Spiel bei Racing Straßburg am 16. Spieltag der Première Ligue 2024/25. In der Division 1 Féminine trat sie noch in den weiteren sechs möglichen Spielen an, davon drei in der Startelf. Dieses führte Tarciane zum nächsten Meistertitel ihrer Laufbahn, der französischen Meisterschaft.

### Nationalmannschaft
2018 erhielt Tarciane eine Einladung, um an der Vorbereitung zu U-17-Fußball-Weltmeisterschaft der Frauen 2018 teilzunehmen. Zu den Spielen selbst reiste sie nicht mit.
Im Februar 2021 wurde die Spielerin erstmals zu Trainings der U-20 Brasiliens eingeladen. 2022 wurde Tarciane Mitglied des Kaders für die U-20-Fußball-Südamerikameisterschaft der Frauen 2022. In dem erfolgreichen Turnier bestritt sie sechs von sieben möglichen Spielen, davon alle in der Startelf und erzielte fünf Tore. Der Turniersieg qualifizierte die Auswahl für die U-20-Fußball-Weltmeisterschaft der Frauen 2022. Auch an dieser durfte sie teilnehmen. Brasilien scheiterte hier im Halbfinale gegen Japan und Tarciane wurde in fünf von sechs Spielen eingesetzt. Von ihren drei Toren erzielte sie zwei im erfolgreichen Spiel um Platz drei am 28. August gegen die Niederlande.
Noch im selben Jahr wurde sie von Nationaltrainerin Pia Sundhage erstmals in den A-Kader Brasiliens berufen. In einem Freundschaftsspiel gegen Norwegen am 7. Oktober wurde Tarciane nach der Halbzeitpause für Kathellen Sousa eingewechselt. 2023 folgte ein weiteres Spiel im SheBelieves Cup 2023 gegen Kanada.
2024 wurde Tarciane von Nationaltrainer Arthur Elias erstmals in den A-Kader der Nationalmannschaft berufen. Beim vom Februar bis März stattfindenden CONCACAF W Gold Cup 2024 bestritt sie drei von sechs Spielen (kein Tor). Die Mannschaft erreichte das Finale gegen die USA, welches mit 1:0 verloren ging. Bei dem SheBelieves Cup 2024 trat sie zweimal an. Im Spiel gegen Kanada am 6. April erzielte sie ihr erstes Länderspieltor. Im Juni stand sie dann in zwei Freundschaftsspielen gegen Jamaika im Kader und im Juli reiste Tarciane mit der Auswahl als Teil des Olympiakaders nach Paris. Beim Auftaktspiel gegen Nigeria stand Tarciane in der Anfangsformation. Insgesamt bestritt Tarciane bei den Spielen alle sechs möglichen Spiele, welche sie ins Finale und zum Gewinn der Silbermedaille führten. Davon stand sie fünf Mal in der Startelf.
2025 war Tarciane Teil des Kaders bei der Copa América der Frauen. In dem erfolgreichen Turnier 2025, bestritt sie fünf von sechs möglichen Spielen.

## Erfolge
Nationalmannschaft
- U-20-Fußball-Südamerikameisterschaft der Frauen : 2022
- Silbermedaille bei den Olympischen Spielen: 2024
- Copa América: 2025

Fluminense
- Campeonato Brasileiro de Futebol Feminino U-18: 2020

Corinthians
- Campeonato Brasileiro de Futebol Feminino: 2021, 2022, 2023
- Copa Libertadores: 2023
- Staatsmeisterschaft von São Paulo: 2021, 2023
- Supercopa do Brasil: 2022, 2023, 2024
- Staatspokal von São Paulo: 2022

Olympique Lyon
- Division 1 Féminine: 2024/25

Auszeichnungen
- Bola de Prata: 2022 – Entdeckung des Jahres[16]
- Prêmio Craque do Brasileirão: 2022 – Mannschaft des Jahres
- Nominierung für den Ballon d’Or: 2024 (23.)

## Trivia
Im Alter von fünf Jahren erlitt sie Verbrennungen, nachdem ein Junge eine Zeitung anzündete, welche er auf ihren Rücken warf.
Im September 2024 wurde bekannt, dass Tarciane eine der 30 nominierten Spielerinnen für den Ballon d’Or ist. Sie belegte bei der Abstimmung den 23. Platz.